# Philip Verdon
Philip Verdon (22. februar 1886 – 18. juni 1960) var en britisk roer som deltog i de olympiske lege 1908 i London.
Verdon vandt en sølvmedalje i roning under OL 1908 i London. Sammen med George Fairbairn kom de på en andenplads i klassen toer uden styrmand efter sine landsmænd John Fenning og Gordon Thomson.